# هان إيون-غونج
هان إيون-غونج (هانغل: 한은정)؛ هي ممثلة كورية جنوبية، ولدت في 10 يوليو 1980 في دايجون في كوريا الجنوبية. اشتهرت بقصة نجاح فتاة مشرقة لعام (2002) ، فول هاوس (2004) ، وفيلم رفيقان لعام (2004).

## وصلات خارجية
- هان إيون-غونج على موقع IMDb (الإنجليزية)
- هان إيون-غونج على موقع قاعدة بيانات الفيلم (الإنجليزية)
- هان إيون-غونج في هانسينما